# Договір побутового прокату
Договір побутового прокату — різновид цивільного договору, за яким суб'єкти підприємницької діяльності надають громадянам у тимчасове користування за плату предмети домашнього вжитку, музичні інструменти, спортивний інвентар, легкові автомобілі та інше майно.
За своїм характером договір прокату є оплатним, консенсуальним і двосторонньо зобов'язуючим.
Укладається в усній формі, крім випадків, коли типові договори вимагають укладення в письмовій формі. Договір прокату повинен бути спрямований на задоволення виключно потреб орендаря. Тому закон встановлює заборону на передачу прокатного майна третім особам, в тому числі, в суборенду і безоплатне користування.